# Federação Portuguesa de Basebol e Softbol
A Federação Portuguesa de Basebol e Softbol, abreviadamente designada FPBS, é a federação que regulamenta e orienta as competições de beisebol e softbol em Portugal, com sede em Abrantes. 
Os atuais órgãos de gestão da FPBS foram eleitos a 22 de fevereiro de 2004, tendo como presidente Sandra Monteiro.